# Doraops zuloagai
Doraops zuloagai är en fiskart som beskrevs av Schultz, 1944. Doraops zuloagai ingår i släktet Doraops och familjen Doradidae. Inga underarter finns listade i Catalogue of Life.